# Robinaldia angustata
Robinaldia angustata là một loài ruồi trong họ Tachinidae.